# Analog Science Fiction and Fact
Astounding Stories foi uma revista pioneira de ficção científica, fundada em 1930, publicada iniciamente como pulp com o nome Astounding Stories em 1936 passou a se chamar Astounding Science-Fiction e em 1960 Analog Science Fact & Fiction. Inicialmente, era publicada pela "Publisher's Fiscal Corporation", que depois se tornou "Clayton Magazines"; a Clayton fechou as portas no início de 1933 e a marca foi comprada pela "Street & Smith".
Como Astounding Science-Fiction, uma nova direção, tanto para a revista, quanto para gênero sob editor John W. Campbell foi estabelecida. Sua editoria influenciou a carreira de Isaac Asimov e Robert A. Heinlein e introduziu de teorias da Dianética de L. Ron Hubbard em maio de 1950.
A revista publica frequentemente novos autores, incluindo os então recém-chegados, como Orson Scott Card e Joe Haldeman na década de 1970, Barry B. Longyear, Harry Turtledove, Timothy Zahn, Greg Bear e Joseph H. Delaney na década de 1980, e Paul Levinson, Michael A. Burstein, e Rajnar Vajra na década de 1990.
Uma das principais publicações de que os fãs e os historiadores chamam de Era de Ouro da Ficção Científica, a revista publicou trabalhos que seriam republicados diversas vezes de grandes autores como E. E. Smith, Theodore Sturgeon, Harlan Ellison, Isaac Asimov, Robert A. Heinlein, A. E. van Vogt, Lester del Rey, H.P. Lovecraft, e muitos outros.

## Histórico
Astounding Stories of Super-Science, inicialmente editada por Harry Bates, é normalmente considerada o fórum onde a ficção científica moderna foi criada. Ela mudou de nome repetidamente, tendo a mudança mais importante ocorrido em 1938 para Astounding Science-Fiction, e depois nos anos 60 para Analog Science Fiction and Science Fact, nome com o qual é publicada até hoje. A palavra "and" era, algumas vezes, substituída no logotipo da revista por um símbolo pseudo-matemático, que compreendia uma seta horizontal para a direita atravessando um "U". O símbolo, aparentemente inventado pelo editor John W. Campbell, dizia-se significar 'análogo a'.